# マーク・ハドソン (サッカー選手)
マーク・アレクサンダー・ハドソン（Mark Alexander Hudson、1982年3月30日 - ）は、イングランド・ギルフォード出身の元プロサッカー選手。サッカー指導者。ポジションは、ディフェンダー。

## クラブ経歴

### ハダースフィールド
2014年8月、ハダースフィールド・タウンFCと2年契約を結んだ。

## タイトル
カーディフ
- フットボールリーグ・チャンピオンシップ: 2012–13

個人
- フットボールリーグ・チャンピオンシップ年間ベストイレブン: 2012-13